# Marcello Bacciarelli
Marcello Bacciarelli (Róma, 1731. február 16. – Varsó, 1818. január 5.)  lengyel-olasz festő a késő barokk és a neoklasszicizmus korszakában.

## Élete
Rómában született, és ott tanult Marco Benefialnál. 1750-ben Gaetano Chiaveri építész ajánlására Marcello a szászországi Drezdába szerződött, ahol III. Ágost lengyel király udvarában dolgozott.
III. Ágost király halála után Bécsbe, majd onnan Varsóba ment. Drezdában találkozott Bernardo Bellottó olasz festővel, akivel egy életre szóló barátságot kötött, és a továbbiakban együtt dolgoztak. 1766-ban II. Szaniszló Ágost lengyel király megbízta az újonnan alapított Királyi Épületek és Birtokok igazgatásával. Drezdában feleségül vette Friederike Richtert, a miniatűr portrékat készítő festőművésznőt. Bécsben Marcello portrékat festett a császári családról, köztük Mária Terézia négy lányáról, Mária Krisztináról, Teschen hercegnőjéről és férjéről, Albert hercegről.
Varsóban arcképeket készített a lengyel királyokról, Bátor Boleszlávtól a Lengyel-Litván Királyság utolsó királyáig, II. Szaniszló Ágostig, aki Bacciarelli pártfogója és tisztelője is volt. Izabela Lubomirska menyasszonyi ruhás portréját is ő készítette, amelyet évekkel később, házasságkötése után rendelt meg.
Bacciarelli a lengyel történelem jelentős eseményeit is szívesen megfestette. Lengyelország felosztása és Napóleon hatalomra jutása után a Varsói Hercegségbe költözött, 1818-ban Varsóban halt meg, a Szent János-főszékesegyházban nyugszik.

## Képgaléria

Marcello Bacciarelli művei a varsói királyi palotában.
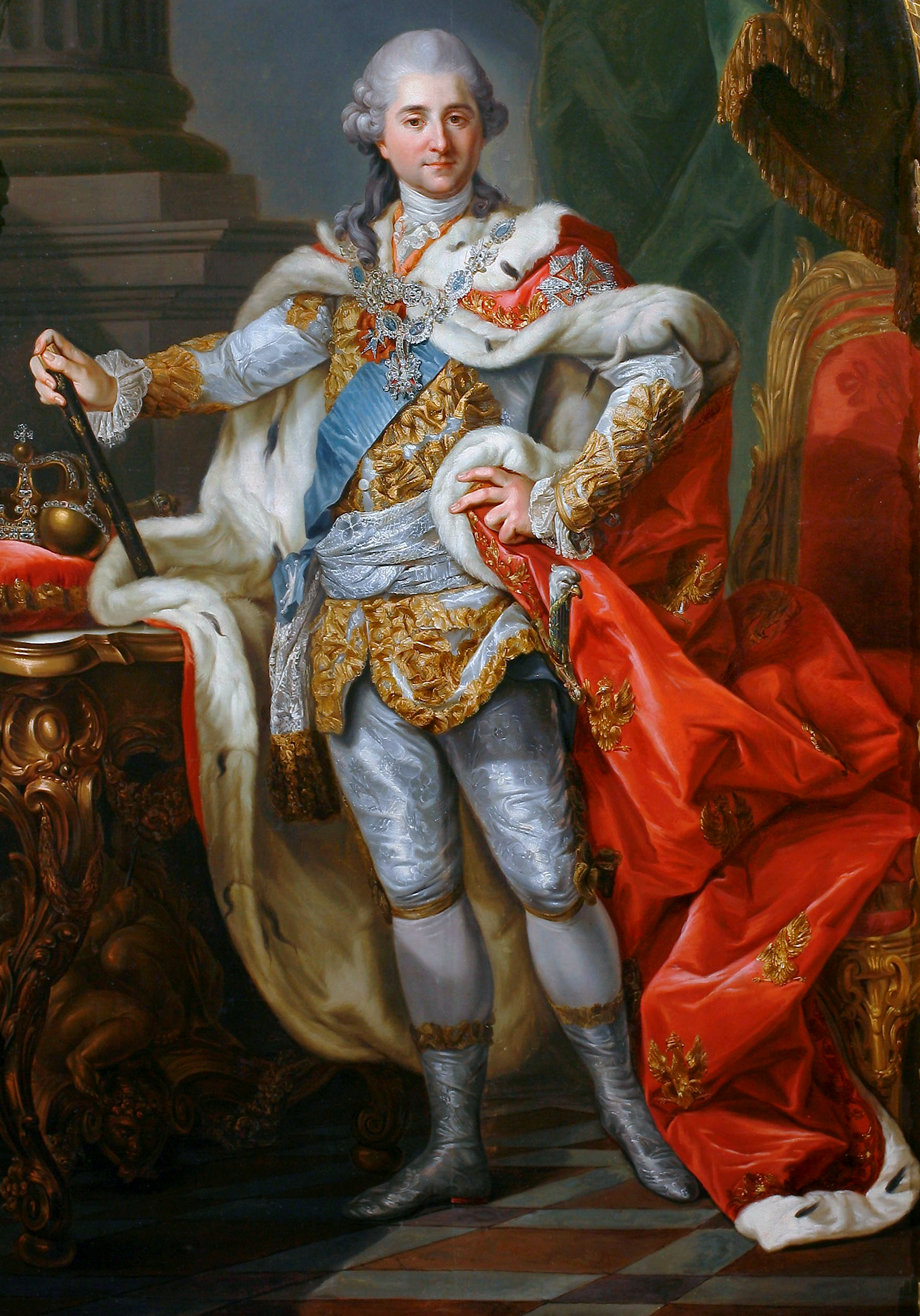
II. Szaniszló Ágost lengyel király
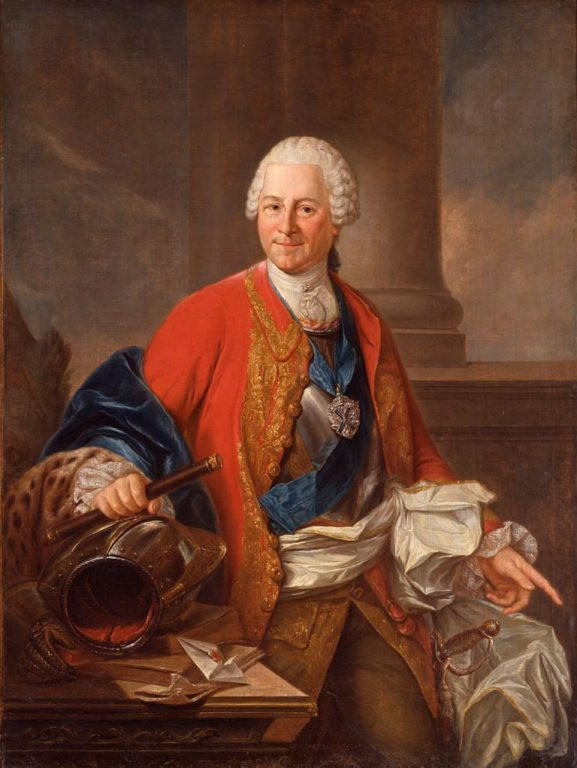
Heinrich von Brühl(wd) gróf
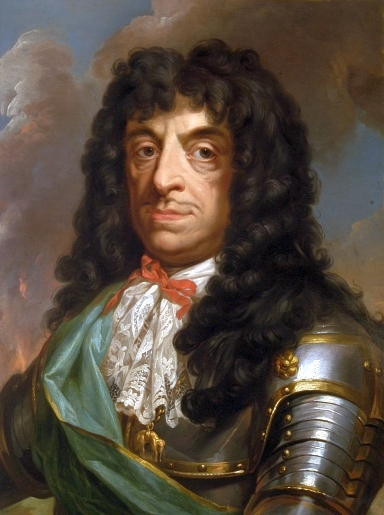
II. János Kázmér lengyel király
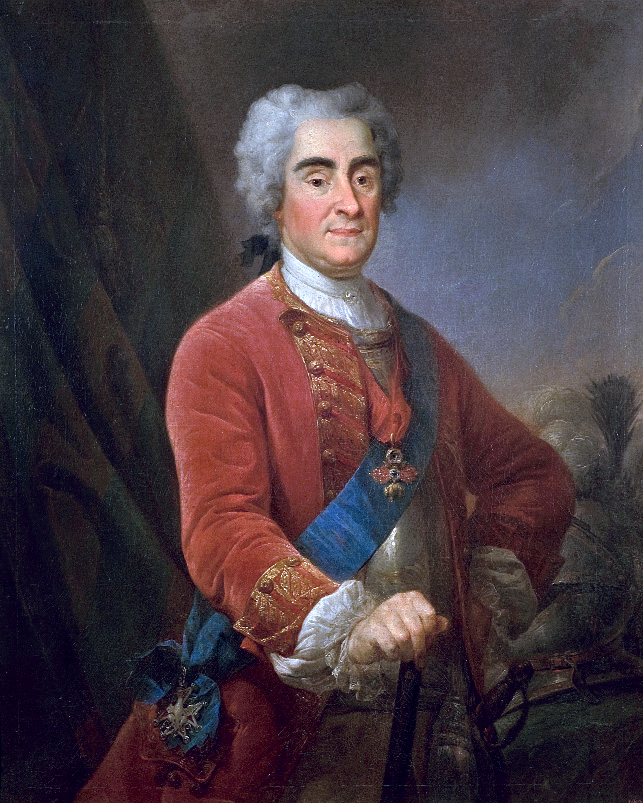
II. Ágost lengyel király
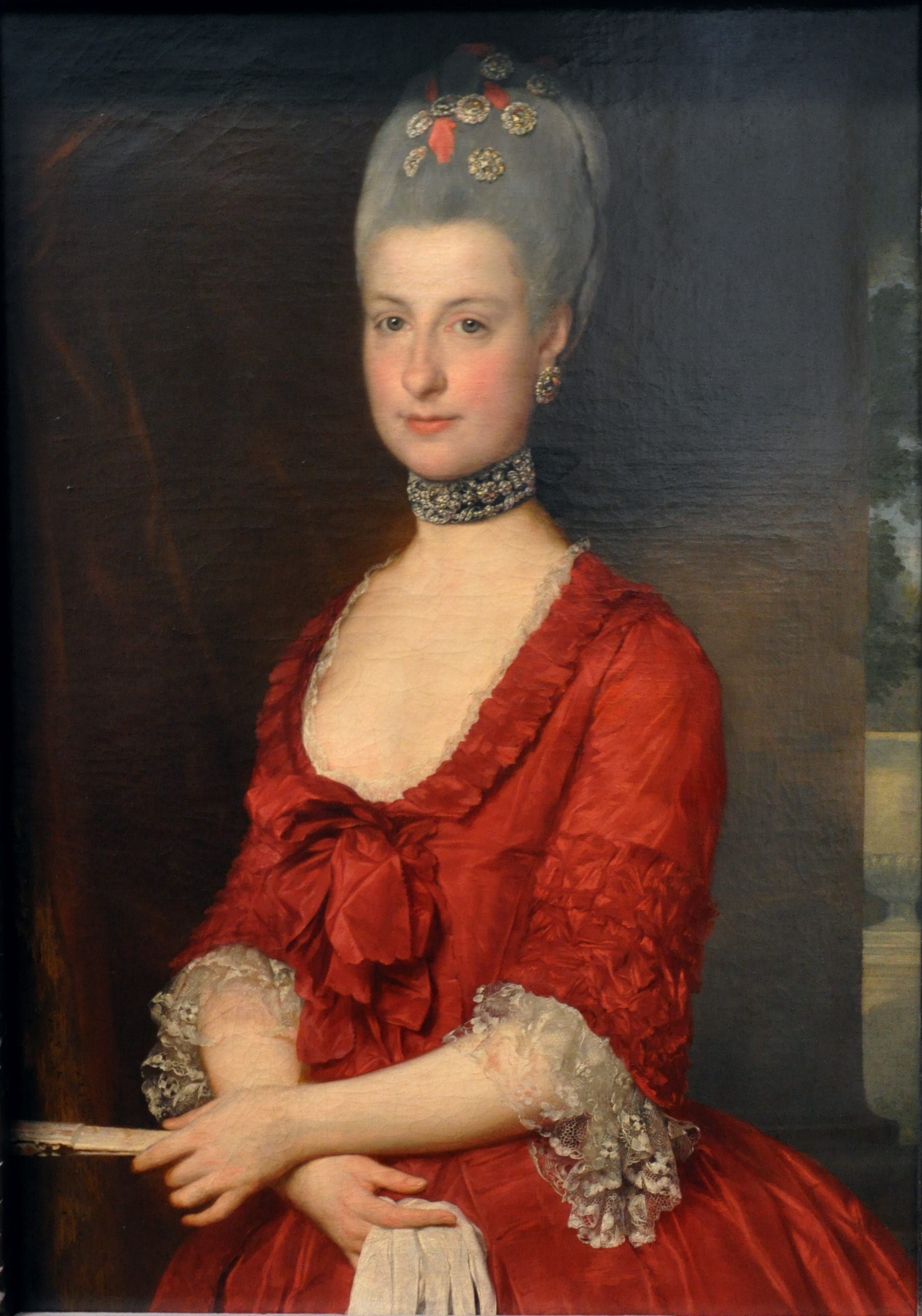
Ausztriai Mária Krisztina
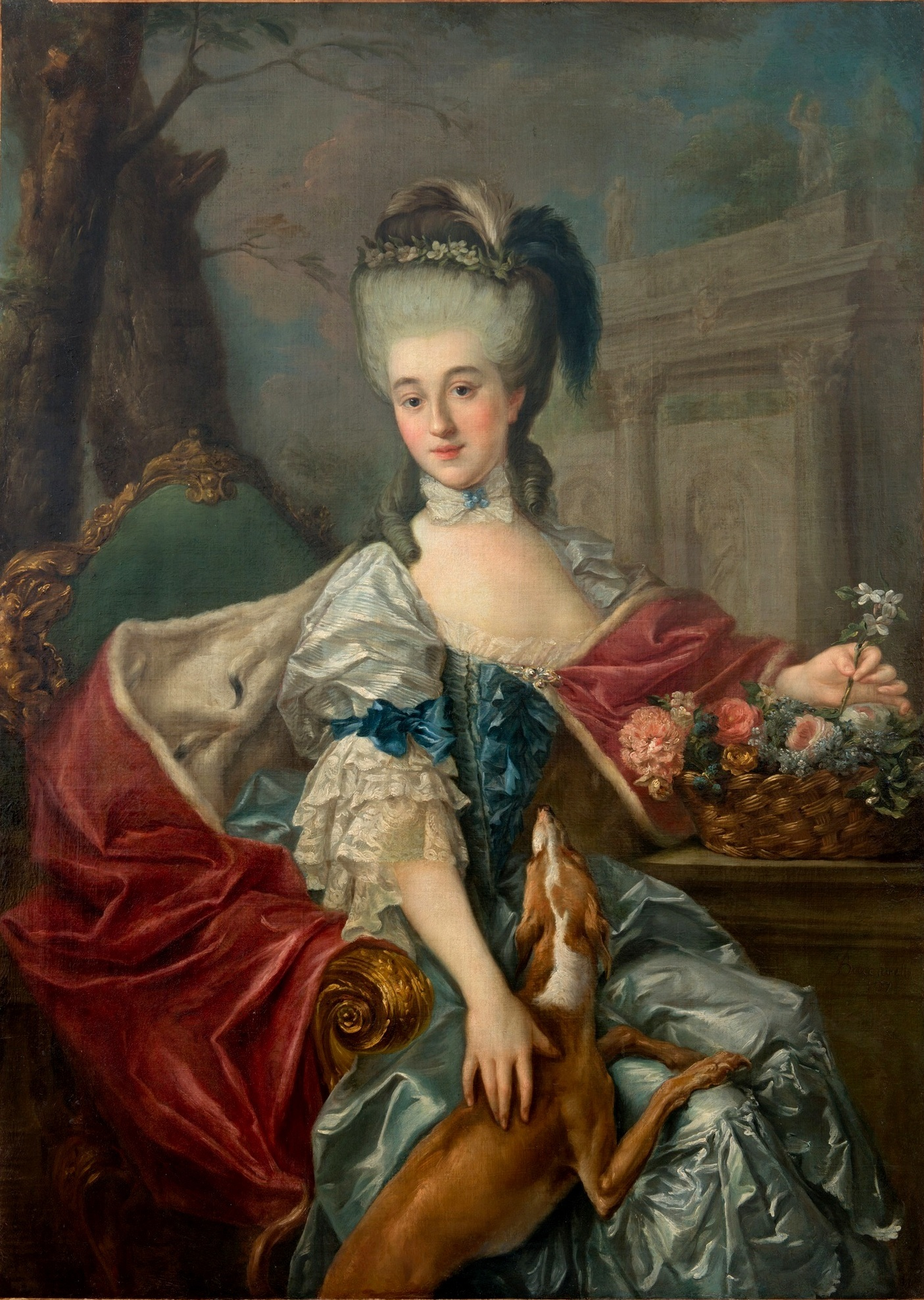
Izabela Lubomirska (A „kék márkinő” portréja)
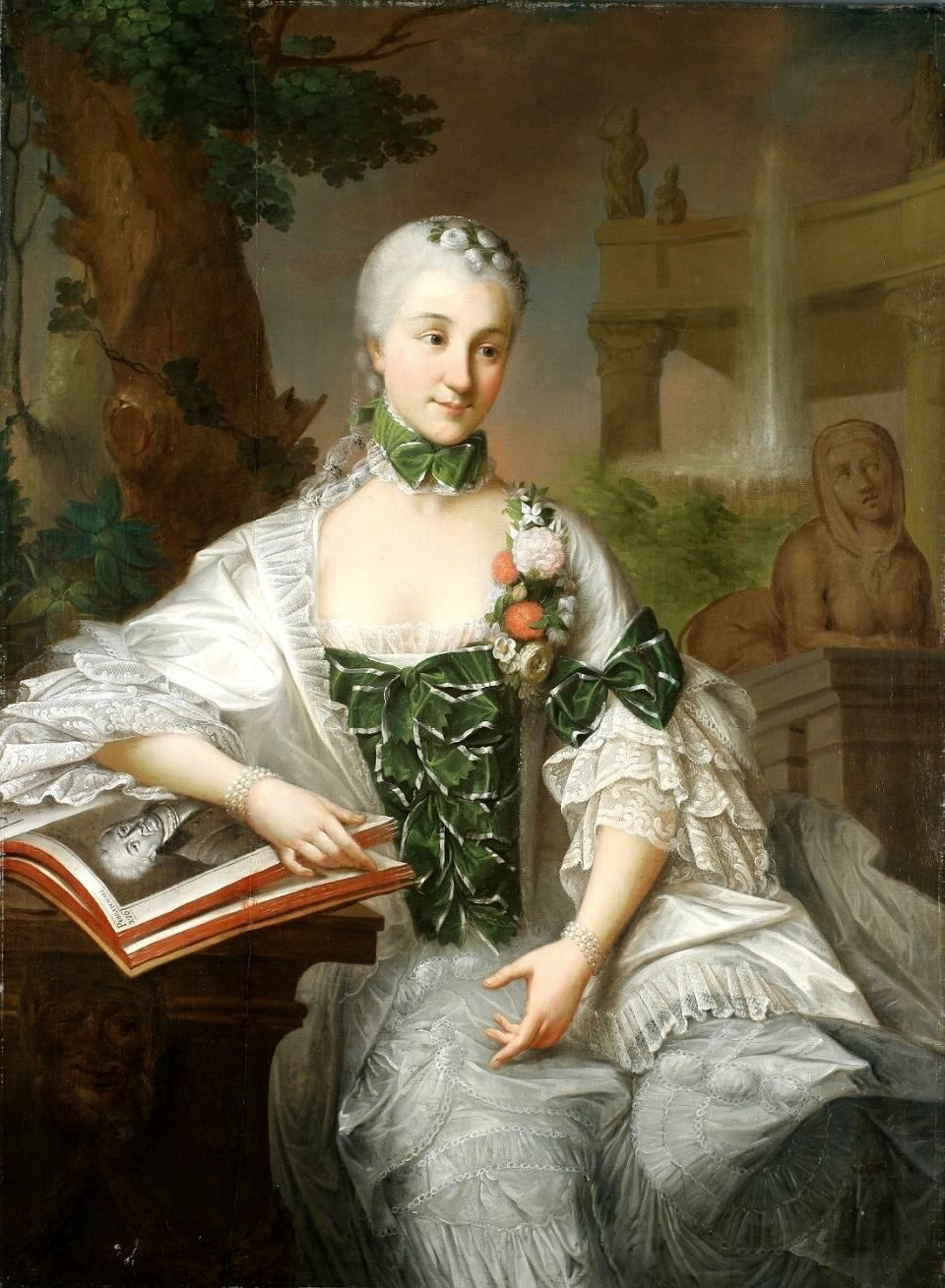
Izabella Branicka
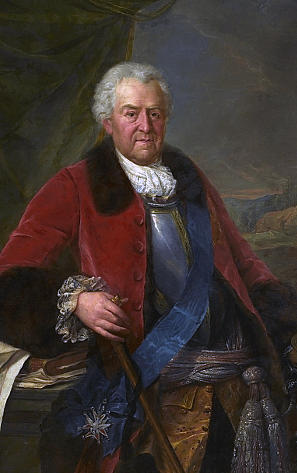
Stanisław Poniatowski(wd)
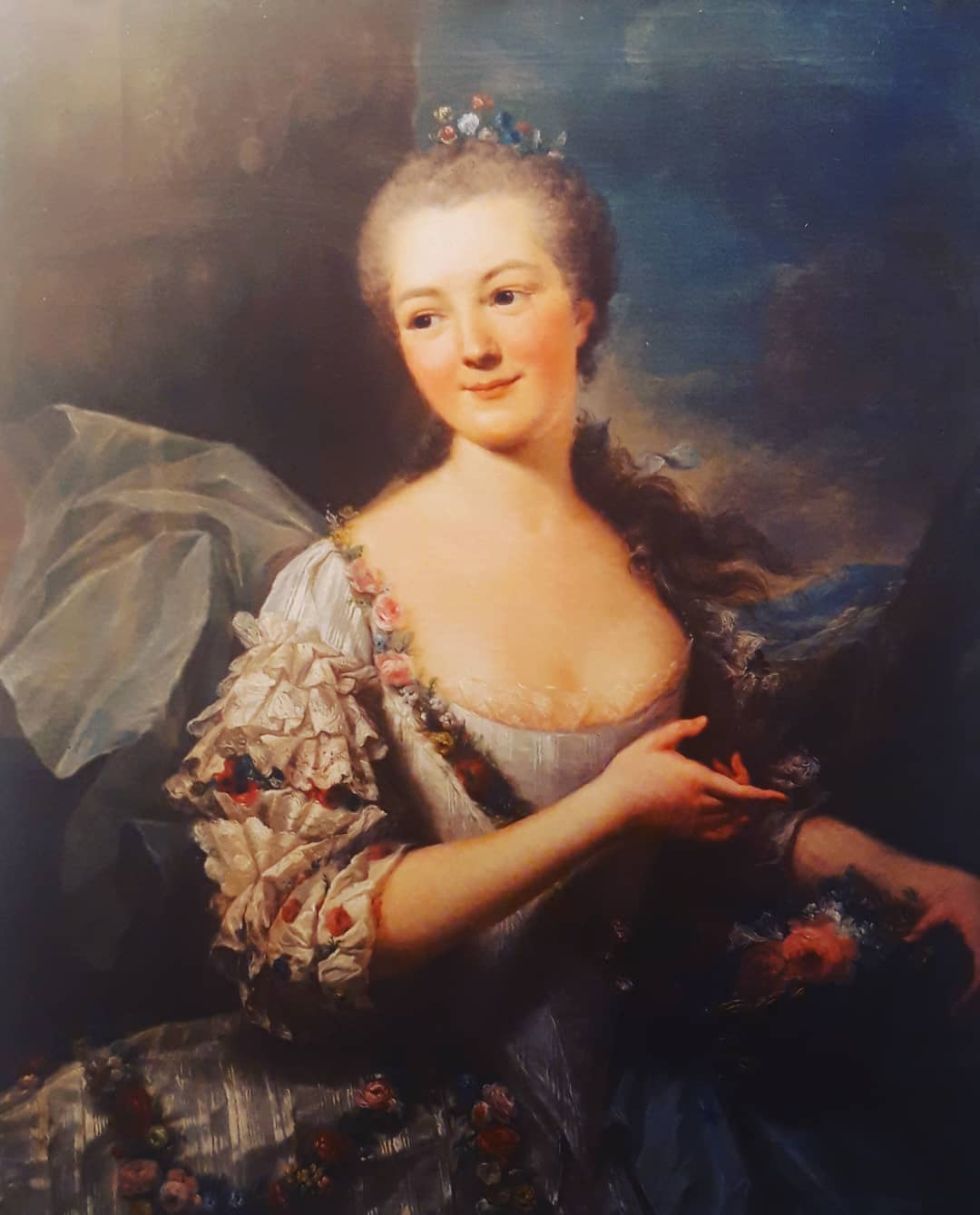
Henrietta Friederika von Bünau grófnő
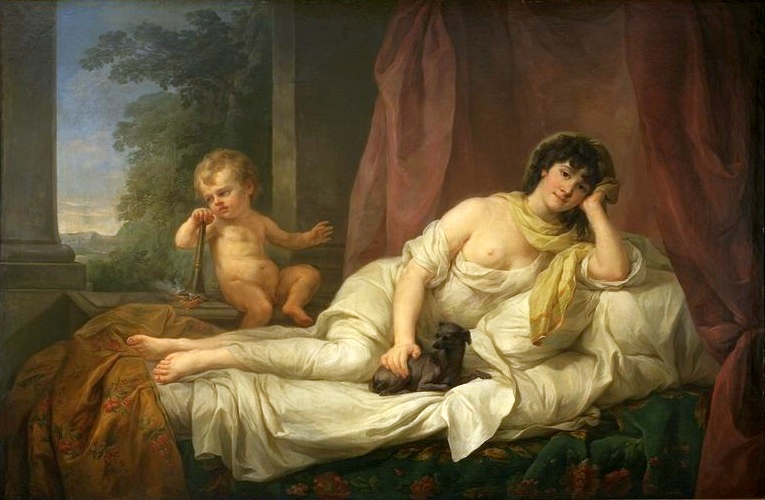
Anna Lampel

## Fordítás
- Ez a szócikk részben vagy egészben  a   Marcello Bacciarelli című angol Wikipédia-szócikk fordításán alapul.  Az eredeti cikk szerkesztőit annak laptörténete sorolja fel. Ez a jelzés csupán a megfogalmazás eredetét és a szerzői jogokat jelzi, nem szolgál a cikkben szereplő információk forrásmegjelöléseként.